# Vriesea psittacina
Vriesea psittacina là một loài thuộc chi Vriesea. Đây là loài bản địa của Brasil.

## Giống
- Vriesea 'Andreana'
- Vriesea 'Antonia'
- Vriesea 'Aurora Major'
- Vriesea 'Baron de Selys'
- Vriesea 'Cavalier'
- Vriesea 'Coral'
- Vriesea 'Don Gallii'
- Vriesea 'Dufricheana'
- Vriesea 'Four Moons Of Jupiter'
- Vriesea 'Gracilis'
- Vriesea 'Heinrich Schmidt'
- Vriesea 'Kienastii'
- Vriesea 'Leverett's Delight'
- Vriesea 'Medaille d'Argent'
- Vriesea 'Morreniana'
- Vriesea 'Psittacino-Fulgida'
- Vriesea 'Psittacino-Splendens'
- Vriesea 'Souvenir de Joseph Mawet'
- Vriesea 'Wiotiana'